# Kopaonik
Kopaonik (în sârbă Копаоник, pronunțat [kɔpaɔ̌niːk]; în albaneză Kopaoniku) este un lanț montan din sudul Serbiei și nordul Kosovoului. Cel mai înalt punct al său, aflat în comuna Brus din Districtul Rasina, este Vârful Pančić cu 2.017 metri deasupra nivelului mării. Partea centrală a platoului Kopaonik a fost declarată parc național în 1981, iar astăzi are o suprafață de 121,06 km2.
Pe pantele lanțului muntos există o stațiune de schi, Kopaonik, care este una dintre cele mai mari din sud-estul Europei. Aceasta are 25 de teleschiuri cu o capacitate de 32.000 de schiori pe oră.

## Geografie
Se întinde pe o distanță de 75 km în direcția nord-sud, între râurile Llapi și Sitnica la sud și Jošanica la nord. Kopaonik este unul dintre cei mai mari și mai lungi munți din Serbia. Aparține regiunii Raška. Masivul muntos Kopaonik (Kopaoničke planine) include munții Kopaonik, Željin, Goč și Stolovi. Vârful Pančić, cu 2.017 m este cel mai înalt vârf al muntelui.

### Climat
Kopaonik are un climat subalpin (clasificarea climatică Köppen: Dfc) cu veri proaspete și ierni lungi și reci, cu zăpadă abundentă. Sezonul de zăpadă durează din noiembrie până în aprilie, în timp ce anual sunt aproximativ 200 de zile însorite.
| Date climatice pentru Kopaonik (normale 1991–2020, extreme 1961–2020) | Date climatice pentru Kopaonik (normale 1991–2020, extreme 1961–2020) | Date climatice pentru Kopaonik (normale 1991–2020, extreme 1961–2020) | Date climatice pentru Kopaonik (normale 1991–2020, extreme 1961–2020) | Date climatice pentru Kopaonik (normale 1991–2020, extreme 1961–2020) | Date climatice pentru Kopaonik (normale 1991–2020, extreme 1961–2020) | Date climatice pentru Kopaonik (normale 1991–2020, extreme 1961–2020) | Date climatice pentru Kopaonik (normale 1991–2020, extreme 1961–2020) | Date climatice pentru Kopaonik (normale 1991–2020, extreme 1961–2020) | Date climatice pentru Kopaonik (normale 1991–2020, extreme 1961–2020) | Date climatice pentru Kopaonik (normale 1991–2020, extreme 1961–2020) | Date climatice pentru Kopaonik (normale 1991–2020, extreme 1961–2020) | Date climatice pentru Kopaonik (normale 1991–2020, extreme 1961–2020) | Date climatice pentru Kopaonik (normale 1991–2020, extreme 1961–2020) |
| Luna                                                                  | Ian                                                                   | Feb                                                                   | Mar                                                                   | Apr                                                                   | Mai                                                                   | Iun                                                                   | Iul                                                                   | Aug                                                                   | Sep                                                                   | Oct                                                                   | Nov                                                                   | Dec                                                                   | Anual                                                                 |
| --------------------------------------------------------------------- | --------------------------------------------------------------------- | --------------------------------------------------------------------- | --------------------------------------------------------------------- | --------------------------------------------------------------------- | --------------------------------------------------------------------- | --------------------------------------------------------------------- | --------------------------------------------------------------------- | --------------------------------------------------------------------- | --------------------------------------------------------------------- | --------------------------------------------------------------------- | --------------------------------------------------------------------- | --------------------------------------------------------------------- | --------------------------------------------------------------------- |
| Maxima medie °C (°F)                                                  | −0.9 (30,4)                                                           | −0.7 (30,7)                                                           | 2.0 (35,6)                                                            | 6.4 (43,5)                                                            | 11.5 (52,7)                                                           | 15.4 (59,7)                                                           | 17.6 (63,7)                                                           | 18.2 (64,8)                                                           | 13.3 (55,9)                                                           | 9.5 (49,1)                                                            | 4.8 (40,6)                                                            | 0.3 (32,5)                                                            | 8,1 (46,6)                                                            |
| Media zilnică °C (°F)                                                 | −4.5 (23,9)                                                           | −4.3 (24,3)                                                           | −1.8 (28,8)                                                           | 2.6 (36,7)                                                            | 7.4 (45,3)                                                            | 11.3 (52,3)                                                           | 13.3 (55,9)                                                           | 13.6 (56,5)                                                           | 9.0 (48,2)                                                            | 5.3 (41,5)                                                            | 1.1 (34)                                                              | −3.2 (26,2)                                                           | 4,1 (39,4)                                                            |
| Minima medie °C (°F)                                                  | −7.5 (18,5)                                                           | −7.4 (18,7)                                                           | −5 (23)                                                               | −0.8 (30,6)                                                           | 3.6 (38,5)                                                            | 7.3 (45,1)                                                            | 8.9 (48)                                                              | 9.4 (48,9)                                                            | 5.6 (42,1)                                                            | 2.0 (35,6)                                                            | −1.8 (28,8)                                                           | −6.1 (21)                                                             | 0,7 (33,3)                                                            |
| Minima istorică °C (°F)                                               | −24.8 (−12.6)                                                         | −24.2 (−11.6)                                                         | −23.7 (−10.7)                                                         | −15.2 (4,6)                                                           | −8.6 (16,5)                                                           | −4.5 (23,9)                                                           | −3.3 (26,1)                                                           | −1.3 (29,7)                                                           | −7.6 (18,3)                                                           | −12.5 (9,5)                                                           | −17.5 (0,5)                                                           | −24.6 (−12.3)                                                         | −24,8 (−12,6)                                                         |
| Precipitații mm (inches)                                              | 67.1 (2.642)                                                          | 65.2 (2.567)                                                          | 84.6 (3.331)                                                          | 94.1 (3.705)                                                          | 120.9 (4.76)                                                          | 108.6 (4.276)                                                         | 97.6 (3.843)                                                          | 76.7 (3.02)                                                           | 90.2 (3.551)                                                          | 82.0 (3.228)                                                          | 75.1 (2.957)                                                          | 78.0 (3.071)                                                          | 1.040,1 (40,949)                                                      |
| Umiditate [%]                                                         | 82.9                                                                  | 83.3                                                                  | 82.4                                                                  | 80.0                                                                  | 80.5                                                                  | 79.1                                                                  | 76.1                                                                  | 74.4                                                                  | 81.3                                                                  | 81.0                                                                  | 81.9                                                                  | 84.0                                                                  | 80,6                                                                  |
| Nr. de zile cu precipitații (≥ 0.1 mm)                                | 15.9                                                                  | 15.9                                                                  | 17.0                                                                  | 16.5                                                                  | 17.1                                                                  | 14.6                                                                  | 12.4                                                                  | 10.5                                                                  | 12.4                                                                  | 12.2                                                                  | 12.7                                                                  | 15.8                                                                  | 173,0                                                                 |
| Nr. mediu de zile cu ninsoare                                         | 16.3                                                                  | 15.3                                                                  | 16.3                                                                  | 11.5                                                                  | 3.8                                                                   | 0.4                                                                   | 0.1                                                                   | 0.1                                                                   | 1.0                                                                   | 3.7                                                                   | 8.4                                                                   | 14.7                                                                  | 91,6                                                                  |
| Ore însorite                                                          | 77.8                                                                  | 78.9                                                                  | 111.2                                                                 | 131.1                                                                 | 147.5                                                                 | 180.6                                                                 | 222.5                                                                 | 222.2                                                                 | 155.6                                                                 | 133.4                                                                 | 91.0                                                                  | 70.9                                                                  | 1.622,7                                                               |
| Sursă: Serviciul Hidrometeorologic al Republicii Serbia               |                                                                       |                                                                       |                                                                       |                                                                       |                                                                       |                                                                       |                                                                       |                                                                       |                                                                       |                                                                       |                                                                       |                                                                       |                                                                       |

### Cutremure
În zona muntelui Kopaonik au avut loc 5 cutremure de intensitate Mercalli VII-VIII între 1978 și 1985. Cutremurul din 1983 a avut o intensitate de VIII (severă) și a afectat 7 sate, lăsând 200 de persoane fără adăpost și deteriorând 1.200 de clădiri și locuințe.

## Nume
Datorită minelor sale bogate, Kopaonik a fost numit inițial Muntele de Argint (în sârbă Сребрна планина, cu alfabet latin: Srebrna planina) și acest nume a fost folosit și de romani, venețieni și otomani. Numele său actual, inițial Kopalnik, este, de asemenea, legat de exploatarea minereului, deoarece provine de la kopati, cuvântul sârb pentru săpat.

## Istorie
Kopaonik are un bogat patrimoniu istoric. Cele mai vechi descoperiri datează din paleolitic și arată că localnicii deja foloseau metale. Printre localități se numără Bela Stena, Veliki Krš și Jasova Bačija. Rămășițe neolitice au fost descoperite în localitățile Gornji Kaznovići (Rosulja și Lug), Greblje, Tomovićko Brdo, precum și lanțul neolitic Beglučka.

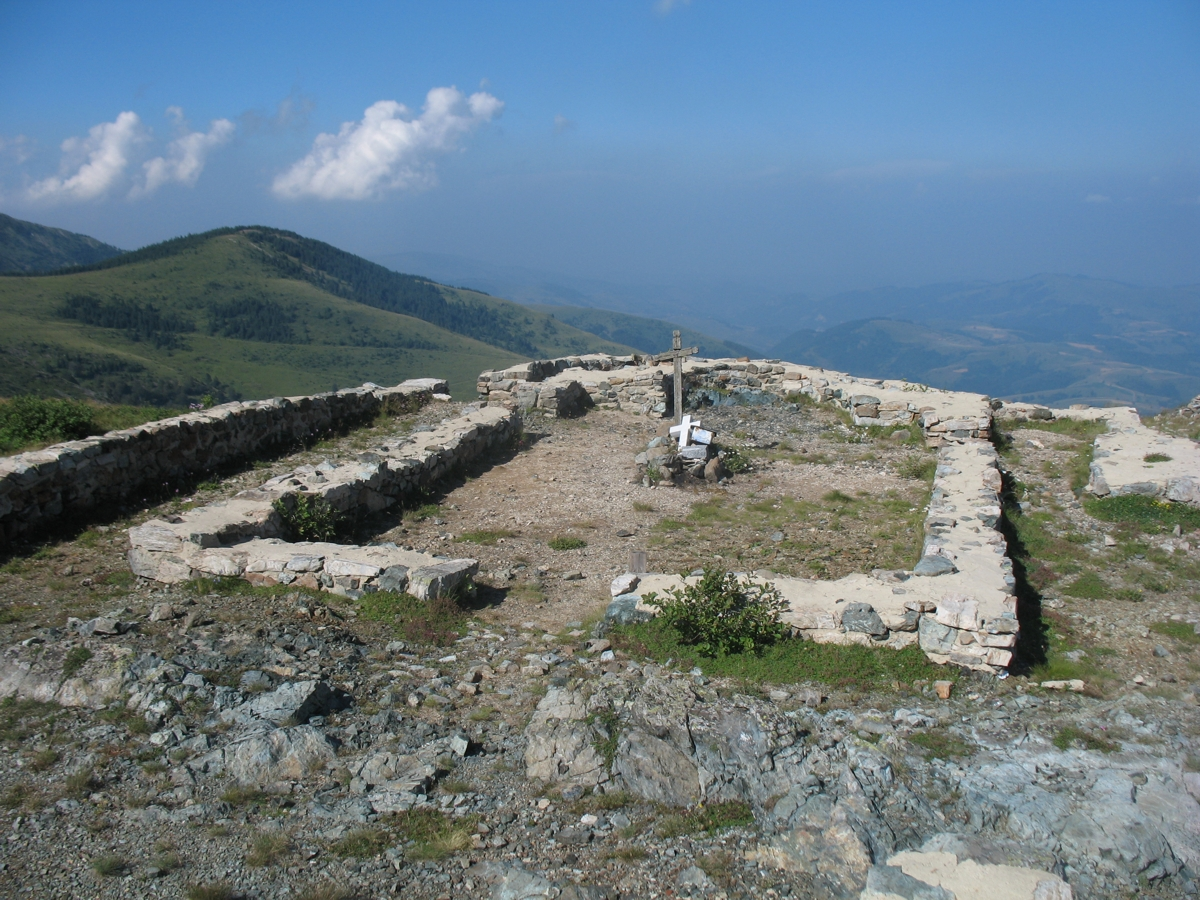
O bazilică din secolele III-IV, o parte din situl arheologic Nebeske stolice

Mineritul s-a dezvoltat pe deplin în antichitatea clasică. Romanii au început să sape primele mine propriu-zise și să construiască așezările din jur. Rămășițele din această perioadă includ complexul arheo-metalurgic Zajačak și localitatea Dobrinac din Rvati. Dobrinac a apărut în secolul al III-lea al IV-lea d.Hr. și a fost centrul administrativ al operațiunilor miniere și metalurgice de pe versantul vestic al muntelui.
Zona a rămas un important centru minier în Evul Mediu și până în secolul al XIV-lea a devenit principala zonă minieră a Serbiei. Țarul Stefan Dušan a vizitat Muntele de Argint în august 1336. În 1412, despotul Stefan Lazarević a promulgat Legea Minelor care menționează minele de aur, argint, fier, cupru, plumb și zinc din această zonă. În acel moment, pe munte se aflau deja colonii de sași, kotorani și ragusieni. Pe lângă bisericile și mănăstirile vechi precum Đurđevi stupovi, mănăstirea Studenica, Sopoćani și mănăstirea Gradac, aici se găsesc mai multe cetăți timpurii și medievale construite de dinastiile sârbe. Cel mai apropiat castel medieval sârbesc este cel de la Maglič.
În perioada otomană, din secolul al XV-lea, mineritul a încetat treptat, dar s-au dezvoltat izvoarele termale, prin construirea unor băi turcești. Rămășițele uneia se găsesc în stațiunea balneară modernă din Jošanička Banja.
Prima explorare științifică a florei muntelui a avut loc în 1836-1838, când geologul Ami Boué a vizitat muntele. El a făcut o colecție de plante de pe Kopaonik, care astăzi este păstrată în Muzeul Imperial de Istorie Naturală de la Viena. Botanistul Josif Pančić a adus cea mai mare contribuție științifică la studiul vieții plantelor de pe Kopaonik. În 1851, a explorat muntele pentru prima dată, au urmat ulterior alte 18 expediții ale sale.
În timpul celui de-Al Doilea Război Mondial, partizanii iugoslavi au fost activi în regiune.
Odată cu reorganizarea teritorială de la mijlocul anilor 1950, părțile sudice ale muntelui Kopaonik urmau să fie cedate de la Republica Socialistă Serbia provinciei sale autonome Kosovo și Metohia. În 1959, Leposavić a fost încorporat în această provincie.
În onoarea lui Pančić, la a 100-a aniversare a primei sale expediții, cel mai înalt punct a fost redenumit din Vârful Milan (Milanov vrh) în Vârful lui Pančić în 1951. Pe vârf a fost construit un mausoleu și rămășițele lui Pančić și ale soției sale au fost reîngropate acolo. Au fost îngropați în sicriele din molid sârbesc (Picea omorika), pe care Pančić l-a descoperit.

## Parc național

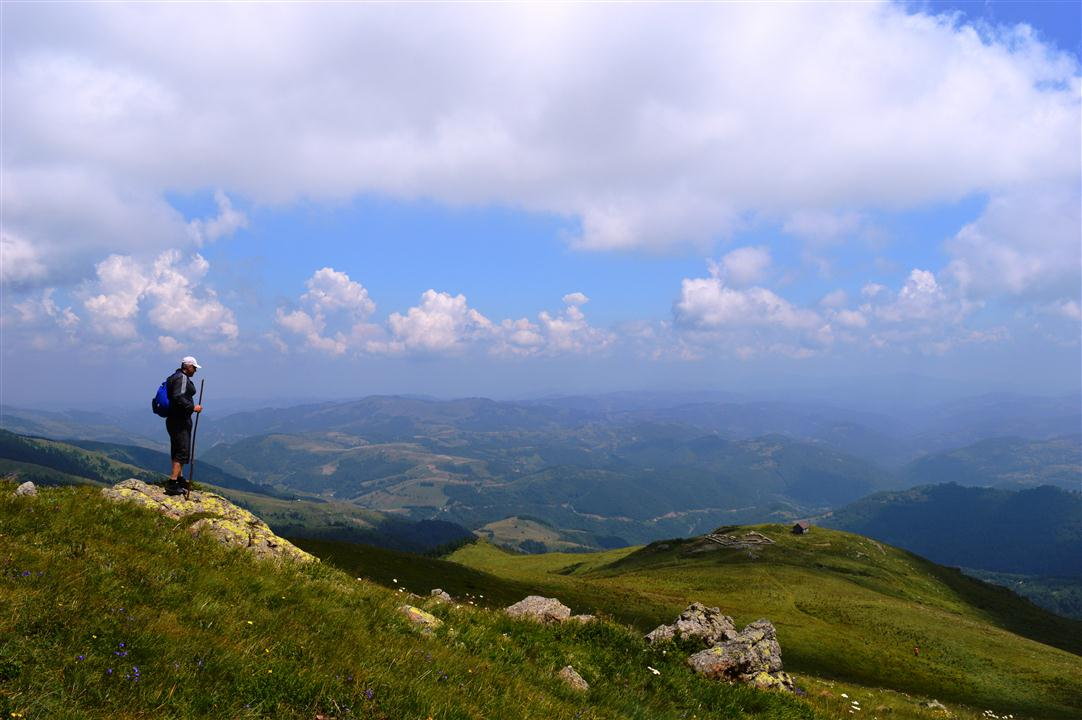
Peisaj dinspre Kopaonik

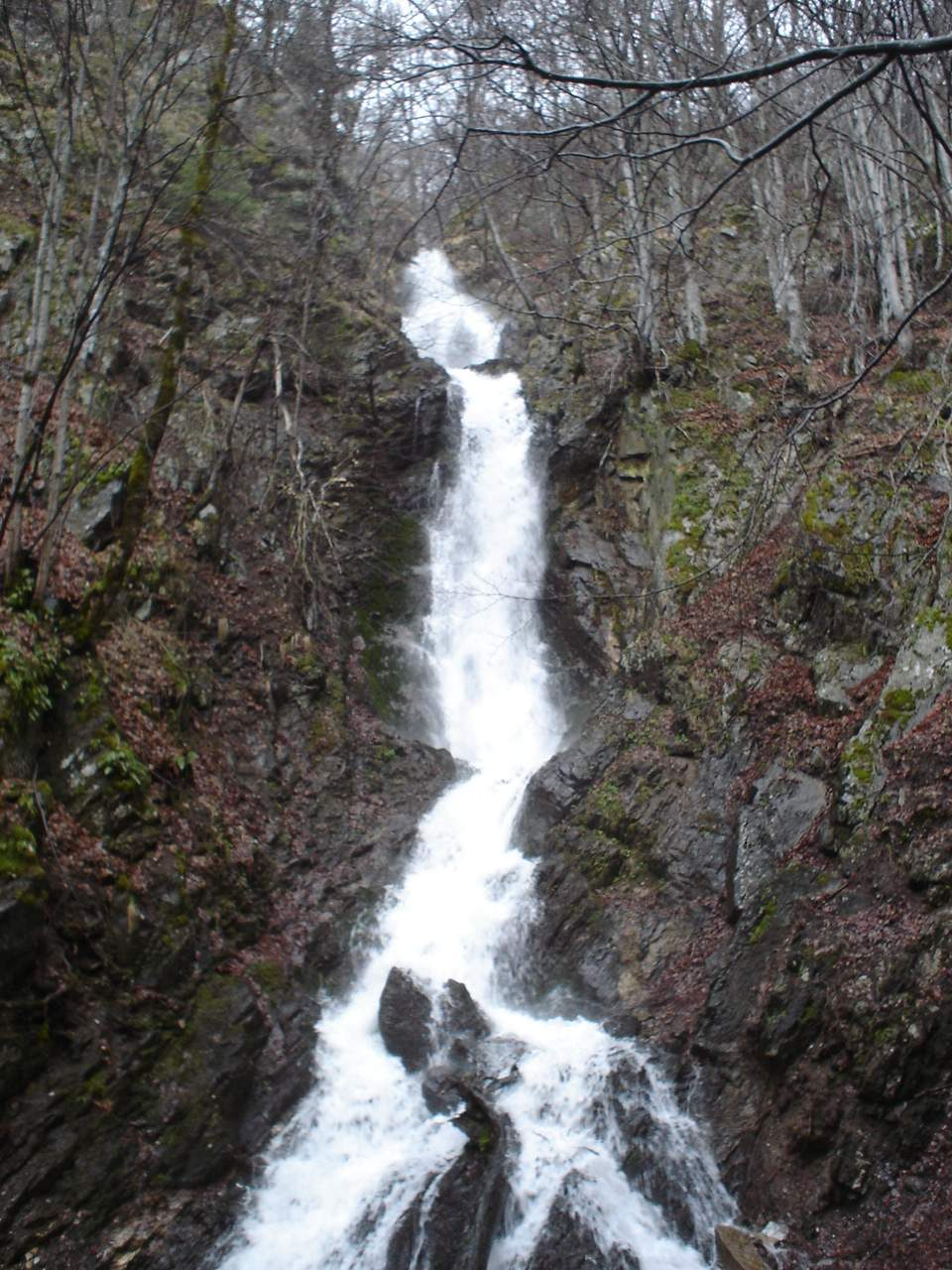
Jelovarnik este o cascadă înaltă de 71 de metri, ceea ce o face a doua din Serbia după înălțime

### Geografie
În 1981, datorită localizării sale, climei, pădurilor bogate, varietății de ierburi și zonei pentru vacanță și recreere, o suprafață de 121,06 km2 din lanțul montan a fost proclamată parc național.
Parcul național este situat într-o regiune relativ plată, la o altitudine de aproximativ 1.700 m. Acest platou central de pe Kopaonik se numește Suvo Rudište. Este înconjurat de vârfuri de munte. La nord și nord-vest de acest platou se întinde Banjski Kopaonik, unde se află Jošanička Banja, ale cărei ape puternice din izvoare ating temperatura de 88°C. Chiar de sub platoul Suvo Rudište începe valea râului Samokovska, cu traseul său abrupt,cu numeroase praguri, căderi și chei. Kopaonik are peste 200 de zile însorite anual și peste 160 de zile acoperite de zăpadă. Aici se află, de asemenea, cascada Jelovarnik, una dintre cele mai înalte din Serbia.
Kopaonik are câteva puncte naturale de atracție excelente: Suvo Rudište, Gobelja, Karaman, Kukavica, Vučak și Treska. Într-o zi senină, pot fi observați munți îndepărtați din țările vecine, Muntenegru, Bulgaria și Albania.
Există 13 localități în parc care sunt declarate rezervații naturale stricte: Barska Reka, Bele Stene, Vučak, Gobelja, Duboka, Jankove Bare, Jelak, Jelovarnik, Kozje Stene, Mrkonje, Metođe, Samokovska Reka și Suvo Rudište. Rezervația Jankove Bare este situată în secțiunea numită Ravni Kopaonik (în zona plată a muntelui Kopaonik sau a platoului), la altitudinea de 1.420 metri, în valea pârâului Rečica. Sub nivelul 1 de protecție, se află rezerva ecosistemului mlaștinii, în special a plantelor rare și pe cale de dispariție și endemice, a amfibienilor și a păsărilor (Falco peregrinus, Buteo buteo, Phoenicurus phoenicurus).
Eroziunea solului a devenit o amenințare, deoarece au loc multe tăieri și defrișări în parc.

### Fauna sălbatică

#### Viața plantelor
Flora de pe muntele Kopaonik are un număr mare de specii autohtone de plante (brad, molid, tisa, mai multe tipuri de arțar, pin și stejar). Pădurile de foioase și pădurile native de conifere alcătuiesc cea mai mare parte a terenurilor împădurite din parc. Există, de asemenea, păduri de salcie, plop, carpen comun, gorun Quercus petraea și stejar turcesc. În total, există 1.600 de specii de plante în parc, dintre care 200 cresc numai pe Kopaonik. De asemenea, include peste 200 de specii de ciuperci. Valoarea specială a muntelui Kopaonik în ceea ce privește diversitatea biologică este că 11,9% din speciile endemice montane înalte din Balcani locuiesc doar pe acesta. Speciile endemice care cresc numai pe Kopaonik includ urechelnița de Kopaonik, violeta de Kopaonik și năsturelul lui Pančić Barbarea vulgaris. Alte plante endemice întâlnite: Rumex balcanicus, Pancicia serbica, Aquilegia blecicii, orhideea bosniacă Dactylorhiza, Achillea bulgarica, Edrianthus jugoslavicus.
Există mai multe "monumente botanice" în parc. Aceștia sunt copaci foarte bătrâni, de dimensiuni mari și care sunt încă vitali. Printre acestea se numără bradul "celor o sută de coate" din Samokovska Reka, un molid din Gobeljska Reka și trei paltini de munte Acer pseudoplatanus din Kriva Reka.
Împreună cu alte câteva localități din parcurile naționale Fruška Gora și Tara, pentru pădurea Kozje Stene de pe Kopaonik s-a depus o cerere pentru includerea în Patrimoniul Mondial UNESCO al pădurilor antice și primitive din Carpați și alte regiuni ale Europei în mai 2020. Nominalizarea a fost respinsă din cauza legilor sârbe care permit tăierea lemnului pe o suprafață de 5 hectare (12 acri), în timp ce UNESCO acceptă suprafețe tăiate nu mai mari de 1 hectar (2,5 acri) și asta nu doar în zonele cu cel mai înalt nivel de protecție, ci și în zonele înconjurătoare. S-a anunțat că regulile vor fi schimbate, astfel încât părți din Kopaonik să poată fi incluse din 2023.

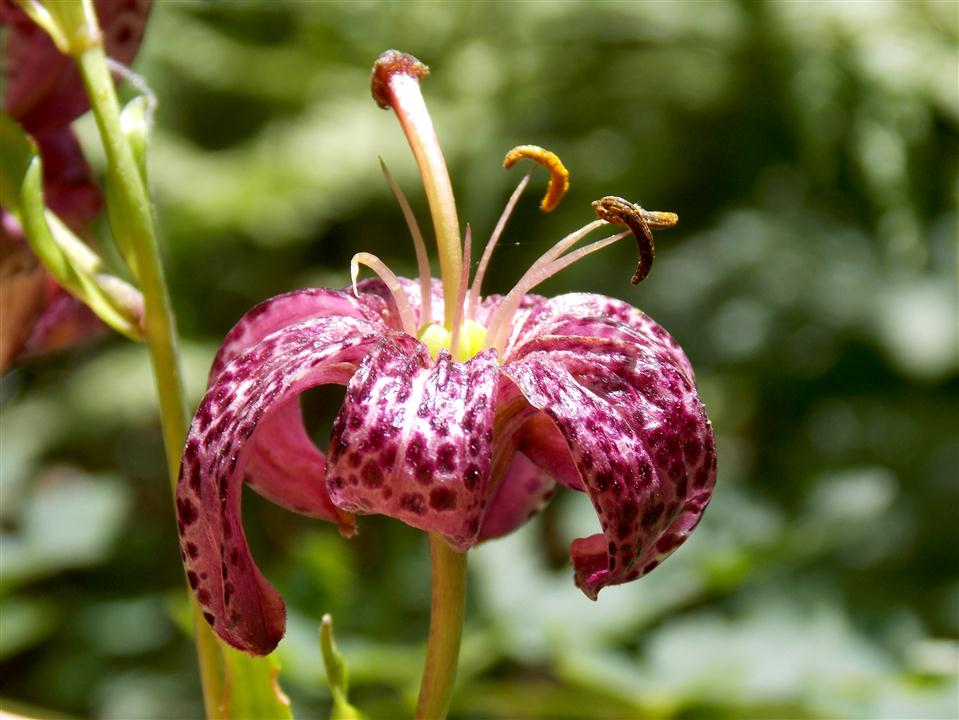
Crin endemic de pe Kopaonik

#### Viața animalelor
Fauna este, de asemenea, diversă, dar concentrația sa variază, în funcție de calitatea habitatului.

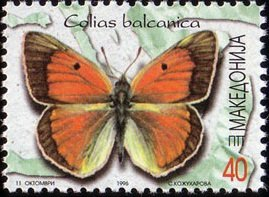
Colias balcanica pe o marcă poștală

Un fluture endemic, poștașul balcanic Colias caucasica balcanica, trăiește pe munte.
Kopaonik are 175 de specii de păsări, inclusiv cele protejate, cum ar fi ciocănitoarea și sturzul. Alte specii includ potârnichea de stâncă, bufnița, sfrânciocul roșiatic și ciocârlia de pădure.
Reprezentanții majori ai faunei mamiferelor sunt mistreții și pisicile sălbatice. După ce au dispărut de pe munte în 1856, 30 cerbi roșii au fost reintroduși în localitatea Kukavica în 2021. Totul face parte dintr-un proiect mai amplu de reintroducere a cerbului roșu în părțile centrale ale Serbiei.

## Transporturi
Kopaonik este foarte bine conectat cu principalele rute de transport din Serbia. Partea centrală a muntelui Kopaonik, cu centrul său turistic și pârtiile de schi, este legată de autostrada Ibar (Drumul de Stat 22), iar cel mai apropiat aeroport internațional este cel din Niș.
Un heliport public este situat într-o bază militară aflată la peste o jumătate de kilometru nord de stațiune. În 2019, în stațiune s-a deschis cea mai lungă pârtie artificială de schi din Europa.